# Студилина, Янина Сергеевна
Яни́на Серге́евна Студи́лина (род. 6 августа 1985, Омск) — российская актриса театра, кино и телевидения, фотомодель и телеведущая.

## Биография
Актриса родилась 6 августа 1985 года в Омске. Мать — врач, отец — юрист. Бабушка работала в космической отрасли. Есть младший брат — Глеб (род. в 2001).
До школы посещала танцевальный кружок.
В 2000 году окончила театрально-музыкальную школу им. С. З. Казарновского. В 2007 году окончила Финансовую академию при Правительстве Российской Федерации.
Наибольшую популярность приобрела после выхода телесериала «Ранетки», где сыграла Полину Зеленову.
По совету Валерия Баринова пошла учиться в театральный вуз. В 2011 году окончила Театральный институт имени Бориса Щукина (курс Маркина В.М., Поглазова В. П.). В 2012—2013 годах училась в Институте театра и кино Ли Страсберга в Нью-Йорке. В это время она снялась с Гонсало Варгасом и Джеймсом Бибери в пилотной серии триллера «Russian Room».
Первой серьёзной киноролью стала работа в фильме Фёдора Бондарчука «Сталинград», в котором сыграла Машу.
Снималась в ситкоме канала ТНТ «Остров», в котором исполнила роль Ольги.

## Личная жизнь
Была замужем за Александром Роднянским-младшим, сыном кинопродюсера Роднянского, с которым состояла в отношениях с 2008 года. Пара объявила о разводе в июне 2022 года.
30 декабря 2016 года родила дочь Анну Роднянскую.

## Творчество

### Роли в театре
Театр Луны
- «Ночь нежна» Ф. С. Фицджеральда — Розмари Хойт
- «Маленький принц» Антуана де Сент-Экзюпери (реж. С. Дьячковский, Е. Герасимов) — Роза / Лис
- «Маяковский» (реж. А. Рыхлов) — Лиля Брик
- «Человек-амфибия» А. Беляева (реж. Г. Черепанов) — Гуттиэре
- «Волки и овцы» (реж. А. Непомнящий) — Евлампия Николаевна Купавина

Театр Сатиры
- «Игроки» (реж. А. Хасиев) - Аделаида Ивановна

### Фильмография
| Год       |   | Название                       | Роль                                                                                      |  |
| --------- | - | ------------------------------ | ----------------------------------------------------------------------------------------- |  |
| 2006—2007 | с | Кто в доме хозяин?             | Мила                                                                                      |  |
| 2006—2008 | с | Счастливы вместе               | подруга Светы Букиной                                                                     |  |
| 2007      | ф | Живописная авантюра            | Юлия, девушка Максима Ильина                                                              |  |
| 2007      | ф | Контракт на любовь             | Имя персонажа не указано                                                                  |  |
| 2007      | с | Школа № 1                      | Кристина                                                                                  |  |
| 2008      | с | ГИБДД и т. д.                  | Имя персонажа не указано                                                                  |  |
| 2008      | с | Одна ночь любви                | Полина, крепостная девушка в загородном имении Урусовых, бывшая любовница Петра Каульбаха |  |
| 2008      | с | Провинциалка                   | Юлия                                                                                      |  |
| 2008—2010 | с | Ранетки                        | Полина Зеленова                                                                           |  |
| 2009      | с | Город соблазнов                | Анастасия Гончарова                                                                       |  |
| 2009      | с | Солдаты 16: Дембель неизбежен  | Ирина Ежова, старший сержант секретной части                                              |  |
| 2009      | ф | Ясновидящая                    | Маргарита                                                                                 |  |
| 2009      | с | Воронины                       | Алина, соседка Леонида Воронина (2 сезон 15 серия (35)                                    |  |
| 2009      | с | Галыгин.ру                     | Джонс, американка                                                                         |  |
| 2010      | с | Однажды в милиции              | аферистка                                                                                 |  |
| 2011      | с | Пончик Люся                    | Маргарита Панченко                                                                        |  |
| 2012      | с | Белая гвардия                  | Анюта (Аннушка)                                                                           |  |
| 2012      | с | ЧС. Чрезвычайная ситуация      | Кристина                                                                                  |  |
| 2013      | ф | Сталинград                     | Мария                                                                                     |  |
| 2013      | ф | Дело Ангела                    | Ирэн, подруга Аиды                                                                        |  |
| 2014      | ф | Нереальная любовь              | Елена                                                                                     |  |
| 2014      | с | Турецкий транзит               | Рита Звонарёва / Наташа Тимофеева                                                         |  |
| 2014      | с | Чужая жизнь                    | Зоя Калашникова                                                                           |  |
| 2015      | с | Красная королева               | Татьяна Смирнова (Тата)                                                                   |  |
| 2016—2018 | с | Остров                         | Ольга Фейгус                                                                              |  |
| 2018      | с | Доктор Рихтер 2                | Алла                                                                                      |  |
| 2019      | ф | Трезвый водитель               | Катя, подруга Кристины                                                                    |  |
| 2020      | ф | Красотка в ударе               | Анна                                                                                      |  |
| 2021      | с | Седьмая симфония               | Лидия Клейман, певица Ленконцерта                                                         |  |
| 2021      | с | Сёстры                         | Елена Капитанова, вдова Пал Палыча, мачеха сестёр                                         |  |
| 2022      | с | Жизнь по вызову                | бывшая жена Шмидта                                                                        |  |
| 2023      | с | Бедный олигарх 2               | Ольга                                                                                     |  |
| 2023      | с | Всё как у людей. Продолжение   | Стелла, жена Ратманова                                                                    |  |
| 2023      | с | Кибер Иван                     | Рита                                                                                      |  |
| 2023      | ф | Манюня: Новогодние приключения | проводница                                                                                |  |
| 2024      | с | Денискины рассказы             | Светлана                                                                                  |  |
| 2024      | ф | Неприличные гости              | Маша                                                                                      |  |
| 2024      | ф | Право на лево                  | Марина                                                                                    |  |

## Работа на телевидении
- Одна из ведущих телеканала Russian Travel Guide TV[10].
- В 2021 году участвовала в проекте телеканала «Россия-1» «Танцы со звёздами» в паре с Денисом Тагинцевым. Дошла до финала.
- В 2021 году участвовала в проекте «Первого канала» «Ледниковый период» в паре с Виталием Новиковым.

## Роли в клипах
- В 2004 году снялась в клипе «Единички» уфимской группы Via Chappa в главной роли.
- В 2015 году снялась в клипе Стаса Михайлова — «Сон, где мы вдвоём».

## Награды
- Благодарность министра Правительства Москвы, руководителя Департамента культуры города Москвы (22 июня 2023 года)
- Благодарность Московской городской думы (19 апреля 2023 года) — за заслуги перед городским сообществом[11]